# 光亮薯蓣
光亮薯蓣（学名：Dioscorea nitens）是薯蓣科薯蓣属的植物，为中国的特有植物。分布于中国大陆的云南等地，生长于海拔1,400米至2,600米的地区，一般生于阴湿林下，目前尚未由人工引种栽培。